# کشتارهای ۲۰۲۵ در نوار غزه در جریان توزیع کمک‌های بشردوستانه
در ۲۷ مه ۲۰۲۵ و ۱ ژوئن ۲۰۲۵، جمعیتی متشکل از هزاران فلسطینی یک محل توزیع کمک‌های بشردوستانهٔ تازه تأسیس در رفح، در نوار غزه، که توسط بنیاد بشردوستانه غزه (GHF) تحت حمایت ایالات متحده آمریکا اداره می‌شد را اشغال کرده بودند که در همین اثنا، نیروهای اسرائیلی به سمت جمعیت آتش گشودند. در حادثه ۲۷ مه، ۱۰ فلسطینی کشته شدند افزون بر این، در ۱ ژوئن نیز حداقل ۳۲ فلسطینی کشته و بیش از ۲۰۰ نفر زخمی شدند. در حالی که نیروهای دفاعی اسرائیل ادعا کرد «تیرهای هشداردهنده» شلیک کرده‌اند، یک مقام سازمان ملل گفت بیشتر جراحات ناشی از شلیک گلوله‌های نظامیان اسرائیلی بوده است. این حادثه در اولین روز آغاز به کار بنیاد بشردوستانه غزه، پس از محاصره ۱۱ هفته‌ای اسرائیل از اوایل مارس ۲۰۲۵ که کمک‌های بشردوستانه به غزه را به شدت محدود کرده بود و همچنین در پس‌زمینهٔ بحران انسانی غزه رخ داد.

## حادثه
در ۲۷ مه ۲۰۲۵، GHF توزیع کمک‌ها را در یک مرکز توزیع در تل السلطان در رفح، تحت نظارت ارتش اسرائیل آغاز کرد. هزاران فلسطینی گرسنه برای دسترسی به بسته‌های غذایی تجمع کردند. حضور جمعیت زیاد، از جمله زنان و کودکان، منجر به هرج و مرج شد؛ زیرا مردم از نرده‌ها بالا می‌رفتند و از راهروهای شلوغ عبور می‌کردند تا به آذوقه برسند. در نتیجه این هرج و مرج، GHF اعلام کرد که پیمانکاران خصوصی آمریکایی مجبور به بازگشت شدند و به برخی از اهالی غزه اجازه دادند تا «کمک‌ها را با خیال راحت دریافت و توزیع کنند.»
دفتر رسانه‌ای دولت غزه گزارش داد که تانک‌های اسرائیلی به سمت جمعیت آتش گشودند و حداقل سه کشته و ۴۸ زخمی به بار آوردند و آن را «قتل‌عام عمدی» و «جنایت جنگی تمام عیار» نامید. این آمار بعداً به ۱۰ کشته و ۶۲ زخمی تغییر یافت. از سوی دیگر، ارتش اسرائیل تیراندازی به سمت فلسطینی‌ها را تکذیب کرد، اما ادعا کرد که در یک منطقه بیرونی «تیرهای هشدار» شلیک کرده است. اسرائیل ادعا کرد که این کار برای ایجاد «کنترل بر اوضاع» لازم بود. با این حال، روایت اسرائیل توسط سخنگوی سازمان ملل تکذیب شد و او اصرار داشت که «بیشتر مجروحان به دلیل شلیک گلوله جنگی» از سوی نیروهای دفاعی اسرائیل صدمه دیدند.
ویدیوهای منتشر شده نشان می‌دهد که مردم وحشت‌زده از مرکز توزیع فرار می‌کنند، در حالی که صدای تیراندازی از دوردست شنیده می‌شود. آنها همچنین یک هلیکوپتر نظامی را نشان می‌دهند که از آسمان منور شلیک می‌کند.

## واکنش‌ها
فیلیپ لازارینی، کمیسر کل آژانس امداد و کار سازمان ملل متحد (UNRWA)، این حادثه را «غیرقابل قبول» و «ناامن» و همچنین «ارتکاب جنایت» خواند و محکوم کرد. ینس لارک، سخنگوی دفتر هماهنگی کمک‌های سازمان ملل متحد، نیز طرح GHF را «انحراف از آنچه واقعاً مورد نیاز است، یعنی بازگشایی تمام گذرگاه‌ها به غزه، ایجاد محیطی امن در داخل غزه و تسهیل سریع‌تر مجوزها و تأیید نهایی تمام تدارکات اضطراری که درست در خارج از مرز داریم» دانست.